# Saint-Hilaire-le-Grand
Saint-Hilaire-le-Grand  là một xã thuộc tỉnh Marne trong vùng Grand Est đông nam nước Pháp. Xã này nằm ở khu vực có độ cao trung bình 120 mét trên mực nước biển.
Song Suippe.